# Susanna Haavisto
Susanna Haavisto (n. 20 octobre 1957, Helsinki) est une chanteuse et actrice finlandaise.
Elle a participé à nombreux films et programmes télévisés. Elle fut ambassadrice nationale de l'UNICEF en 1980.

## Filmographie
- 1969 : Naapurilähiö (série télévisée) : Raija
- 1978 : Elämänmeno (série télévisée) : Marja
- 1980 : Prologi
- 1981 : Läpimurto : Small Redhaired Girl
- 1982 : Rauta-aika (feuilleton TV)
- 1982 : Aidankaatajat eli heidän jälkeensä vedenpaisumus : Kirsti
- 1986 : Kuningas lähtee Ranskaan
- 1988 : Ariel : Irmeli Katariina Pihlaja
- 1989 : Anni tahtoo äidin
- 1989 : Joulukalenteri (série télévisée) : Viki
- 1990 : Vääpeli Körmy ja marsalkan sauva : Kauneuskilpailuvoittaja 2
- 1992 : Mestari : Pääministeri
- 1993 : Ripa ruostuu : Woman in bar
- 1993 : Viimeiset siemenperunat (série télévisée) : Solveig Stenberg
- 1994 : Kohtaamiset ja erot (série télévisée)
- 1996 : Pimeän hehku (feuilleton TV) : Carola Axelsson
- 2000 : Terveisiä PC:stä (TV) : Various characters
- 2002 : Kymmenen riivinrautaa : Saara Lampinen
- 2003 : Partanen (TV)
- 2003 : MTV3 Live: Unicef-konsertti - Maailman näkymätön lapsi (TV)
- 2018 : Arctic Circle, (série), Saison 1
- 2021 : Arctic Circle, (série), Saison 2